# Mirandópolis (kommun i Brasilien)
Mirandópolis är en kommun i Brasilien.   Den ligger i delstaten São Paulo, i den södra delen av landet, 700 km sydväst om huvudstaden Brasília. Antalet invånare är 27 475.
Följande samhällen finns i Mirandópolis:
- Mirandopólis

Omgivningarna runt Mirandópolis är huvudsakligen savann. Runt Mirandópolis är det ganska tätbefolkat, med 72 invånare per kvadratkilometer.